# Vinča (gmina Topola)
Vinča (cyr. Винча) – wieś w Serbii, w okręgu szumadijskim, w gminie Topola. W 2011 roku liczyła 1097 mieszkańców.